# Dario (cràter)
Darío és un cràter d'impacte en el planeta Mercuri de 151 km de diàmetre. Porta el nom de l'escriptor nicaragüenc Rubén Darío (1867-1916), i el seu nom va ser aprovat per la Unió Astronòmica Internacional el 1976.